# Yves Furet
Yves Furet est un acteur français né le 27 février 1916 à Saint-Mandé (alors département de la Seine, désormais Val-de-Marne) et mort le 27 avril 2009 à Paris 16e.

## Biographie
Il a créé le SEAD (Studio d'entrainement de l'Acteur) où il mettait en pratique les méthodes de Stanislawski. La première partie de ces cours, animée par Tony Jacquot, mettait l'accent sur la technique physique de l'acteur, diction, respiration, etc. Durant la deuxième partie, Yves Furet dirigeait un ou plusieurs de ses élèves-acteurs, souvent en compagnie d'acteurs confirmés, eux-mêmes anciens élèves. Il a chanté quelques chansons avec Lisette Jambel dans les années 1950.[réf. souhaitée]

## Filmographie

### Cinéma
- 1942 : La Loi du printemps de Jacques Daniel-Norman : Georges Burdan
- 1942 : Vie privée de Walter Kapps : le dessinateur
- 1943 : Le Loup des Malveneur de Guillaume Radot : Firmin
- 1944 : L'Ange de la nuit d'André Berthomieu : Hugues
- 1944 : Premier de cordée de Louis Daquin : Georges à la Clarisse
- 1947 : Le Village perdu de Christian Stengel : Arsène Landrin
- 1947 : La Femme en rouge de Louis Cuny : Roland Gauthier
- 1949 : Fantômas contre Fantômas de Robert Vernay: Jérôme Fandor
- 1950 : Les Aventuriers de l'air de René Jayet : Pierre Lagarde
- 1950 : Banco de prince de Michel Dulud : Pradier
- 1952 : Dupont Barbès d'Henri Lepage
- 1952 : Les Amants maudits de Willy Rozier
- 1953 : Rires de Paris d'Henri Lepage
- 1956 : Le Chemin du paradis de Hans Wolff : Fred
- 1960 : Le Bal des espions de Michel Clément
- 1965 : Furia à Bahia pour OSS 117 d'André Hunebelle : Clark

### Courts-métrages
- 1945 : Croisière extra muros de Louis Cuny
- 1945 : Belles vacances de René Arcy-Hennery
- 1945 : Maman de secours de Louis Cuny
- 1947 : Si j'avais la chance de Louis Cuny
- 1948 : Les Drames du Bois de Boulogne de Jacques Loew

## Doublage
- Tyrone Power dans :
  - Le Brigand bien-aimé (1939) : Jesse James
  - Le Signe de Zorro (1940) : Don Diego Vega / Zorro
  - Arènes sanglantes (1941) : Juan Gallardo
  - Le Cygne noir (1942) : Jamie Waring
  - Le Fil du rasoir (1946) : Larry Darrell
  - Capitaine de Castille (1947) : Pedro de Vargas
  - La Rose noire (1950) : Walter de Gurnie
  - Le Gentilhomme de la Louisiane (1953) : Mark Fallon

- Danny Kaye dans :
  - Un grain de folie (1954) : Jerry Morgan / Papa Morgan / Clarence
  - Noël blanc (1954) : Phil Davis
  - Millionnaire de cinq sous (1959) : Loring « Red » Nichols
  - La Doublure du général (1961) : le soldat Ernest E. « Ernie » Williams

- Glenn Ford dans :
  - Le Déserteur de Fort Alamo (1953) : John Stroud
  - Milliardaire pour un jour (1961) : Dave Conway

- 1939 : Autant en emporte le vent : Brent Tarleton (Fred Crane)
- 1946 : Les Plus Belles Années de notre vie : Rob Stephenson (Michael Hall)
- 1947 : Feux croisés : Harry (Lex Barker)
- 1948 : Hamlet : Hamlet (Laurence Olivier)
- 1948 : Les Chaussons rouges : Julian Craster (Marius Goring)
- 1948 : Les Trois Mousquetaires : Porthos (Gig Young)
- 1949 : Horizons en flammes  : Jerry Morgan (Rory Mallinson)
- 1950 : Au fil des ondes : le narrateur
- 1950 : La Femme aux chimères : Rick Martin (Kirk Douglas)
- 1950 : C'étaient des hommes : Kenneth Woltzeck (Marlon Brando)
- 1950 : Comment l'esprit vient aux femmes : Paul Verrall (William Holden)
- 1950 : Rio Grande : Travis Tyree (Ben Johnson)
- 1951 : La Vie passionnée de Clemenceau : le narrateur
- 1951 : Nous resterons vos amis / Bataille pour l'Atlantique : Narrateur
- 1951 : Les Diables de Guadalcanal : Harold Jorgensen (Michael St. Angel)
- 1952 : Bongolo et la princesse noire : le narrateur
- 1952 : Hans Christian Andersen et la Danseuse : Niels (Farley Granger)
- 1952 : Les dessins s'animent : le narrateur
- 1952 : Un si doux visage : Judson (Jim Backus)
- 1952 : Chantons sous la pluie : Donald « Don » Lockwood (Gene Kelly) (voix chantée)
- 1953 : Le Rideau cramoisi : le narrateur
- 1953 : Le Marchand de Venise : Bassario (Armando Francioli)
- 1953 : La Mission du commandant Lex : Jim Randolph (Fess Parker)
- 1954 : Le Secret des Incas : Juan Fernandez (Booth Colman)
- 1954 : Ouragan sur le Caine : le lieutenant Steve Maryk (Van Johnson)
- 1956 : Le Cauchemar de Dracula : Dracula (Christopher Lee)
- 1956 : Ce soir les souris dansent : Florencio (Carlos Otero)
- 1956 : Alexandre le Grand : Nectanébo II (Helmut Dantine)
- 1956 : Hélène de Troie : Achille (Stanley Baker)
- 1958 : Le Temps d'aimer et le Temps de mourir : Oscar Binding (Thayer David)
- 1959 : L'Homme aux colts d'or : Curley Burne (DeForest Kelley)
- 1959 : La Rose de Bagdad : le narrateur
- 1959 : Le Tigre du Bengale : le docteur Walter Rhode (Claus Holm)
- 1960 : Les Sept Chemins du couchant : Jim Flood (Barry Sullivan)
- 1960 : Le Diable dans la peau : Deckett (Stephen McNally)
- 1961 : Le Roi des imposteurs : le capitaine Glover (Edmond O'Brien)
- 1961 : Un pyjama pour deux : le chauffeur de taxi (Frank London)
- 1961 : Les Horaces et les Curiaces : Metius Fufetius (Andrea Aureli)
- 1961 : La Nuit du loup-garou : don Alfredo Carido (Clifford Evans)
- 1963 : Goliath et l'Hercule noir : Marcius (Massimo Serato)
- 1963 : La Souris sur la Lune : le journaliste à la radio (Kevin Scott)
- 1964 : Pour une poignée de dollars : John Baxter (Wolfgang Lukschy)
- 1965 : Guerre secrète : Dimitri Kourlov (Henry Fonda)
- 1965 : L'Express du colonel Von Ryan : le capitaine Costanzo (Edward Mulhare)
- 1967 : La Vingt-cinquième heure : le procureur (Alexander Knox)

Films d'animation
- 1951 : Alice au pays des merveilles : le Chat de Chester